# Ogrody Zamkowe w Warszawie

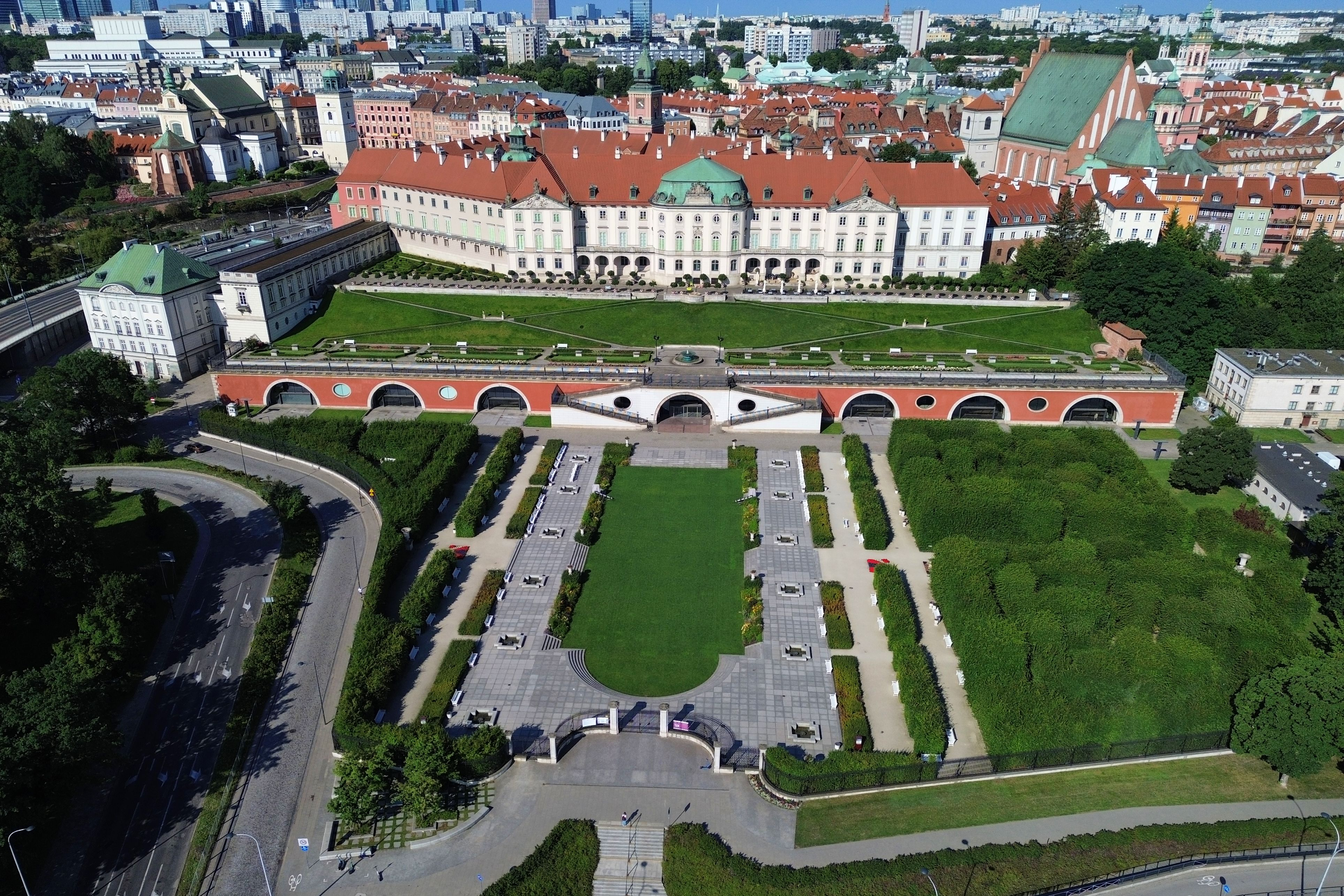
Ogrody Zamku Królewskiego (2024 r.)

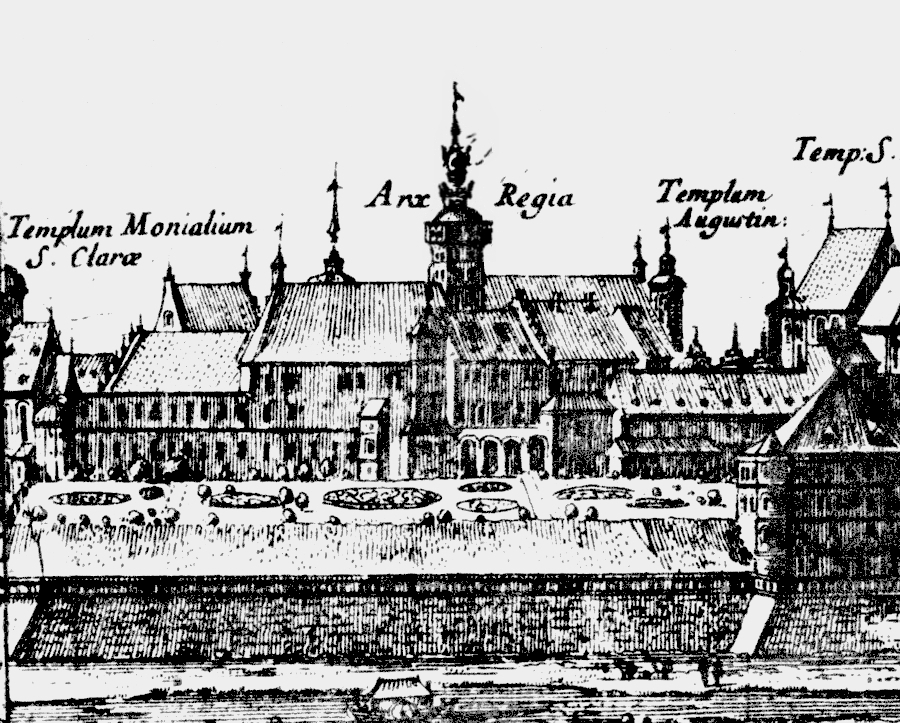
Zamek Królewski w Warszawie, 1656, miedzioryt Erika Jönsona Dahlbergha, widoczne XVII-wieczne ogrody

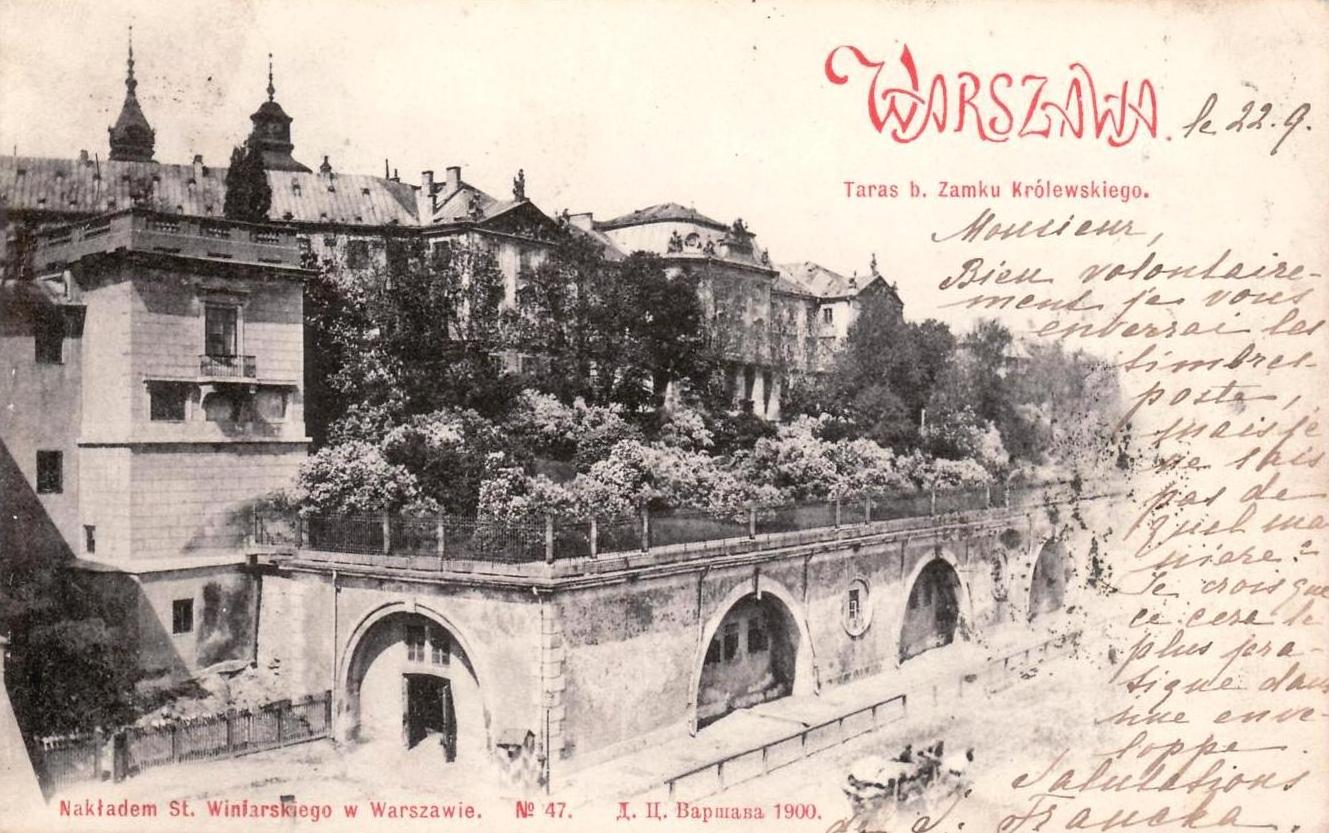
Ogrody Zamku Królewskiego (1900)

Ogrody Zamkowe – ogród przylegający do Zamku Królewskiego w Warszawie od strony Wisły, pomiędzy zamkiem a Wisłostradą. Obszar ten o powierzchni 5,8 ha położony jest częściowo na i poniżej skarpy warszawskiej w granicach dzielnicy Śródmieście.

## Historia
Ogrody Zamkowe pierwotnie rozciągały się pomiędzy zamkiem a Wisłą, choć rzeka kiedyś przepływała bliżej zamku niż obecnie. Powstały one w już w średniowieczu, rozwinięte w XVI wieku jako ogród renesansowy. W XVII i XVIII wieku ogrody znacznie upiększono w związku ze stołeczną funkcją Warszawy, przy czym teren poniżej skarpy włączono dopiero na życzenie króla Stanisława Augusta.
Wielki park powstał w tym miejscu dopiero w wieku XIX według projektu Jakuba Kubickiego, przy czym ruchliwą ulicę u podnóża skarpy ukryto w tzw. Arkadach Kubickiego z lat 1818 – 1821, łącząc ogród dolny z górnym i nie zakłócając ruchu w tej części miasta.
W okresie międzywojennym po odzyskaniu niepodległości zamek znów odzyskał swoją rangę i przystąpiono do rewaloryzacji zaniedbanych ogrodów, wzorując się na barokowych ogrodach francuskich. Ogrody te w okresie powojennym ponownie uległy zaniedbaniu, z czym związek miała też dość późna decyzja o odbudowie zamku.

## Współczesność
Od roku 1991 prowadzona jest rekonstrukcja ogrodów, a projekt przewiduje powstanie ogrodów na trzech poziomach. Nad projektem pracowali: architekci prof. Janusz Bogdanowski i Dorota Uruska-Suszek, a dokończyli architekci krajobrazu: Jakub Zemła, Tomasz Zwiech, Dorota Rudawa, Mirosław Sztuka i Dorota Nitecka-Frączyk. Według zamierzeń na najwyższym poziomie ma zostać ponownie założony ogród geometryczny z epoki dynastii Wazów, na środkowym nad Arkadami Kubickiego wytyczony ma zostać ogród wiszący z XIX wieku, a na poziomie najniższym zrekonstruowany ma zostać geometryczny układ z lat międzywojennych. Ogród należy do Zamku Królewskiego i jego rekonstrukcja prowadzona jest z funduszy Zamku.